# Dong Qichang

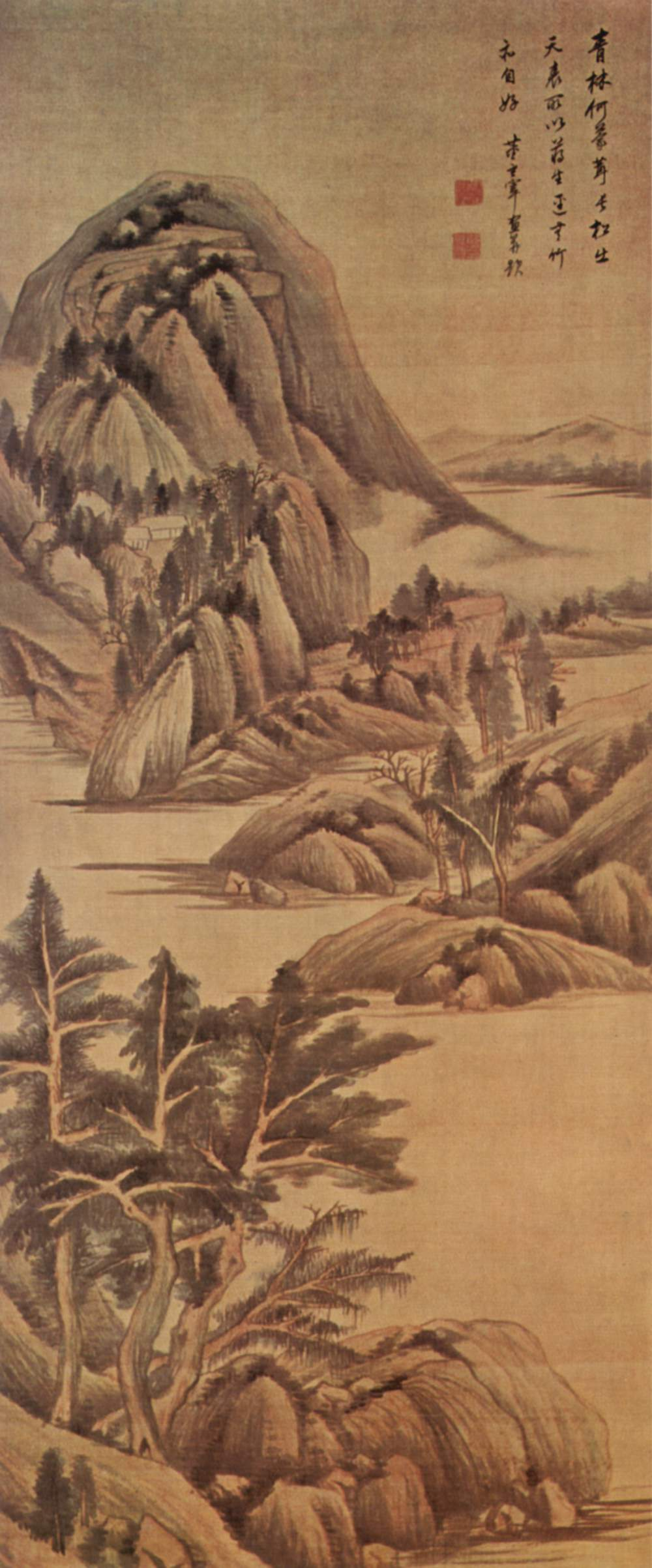
Dǒng Qíchāng, paesaggio.

Dong Qichang (cinese: 董其昌T, Dǒng QíchāngP, Tung Ch'i-ch'angW; 1555 – 1636) è stato un pittore, letterato e calligrafo  cinese della tarda dinastia Ming.

## Vita
Dǒng Qíchāng nacque nel 1555 a Huating (provincia del Jiangxi), figlio di un insegnante. Già all'età di 12 anni superò l'esame da funzionario della prefettura. In un successivo esame a 17 anni, a causa della sua goffa calligrafia, giunse "solo" al secondo posto. Ciò stimolò Dǒng ad un tale miglioramento della sua abilità in questo campo, che alla fine divenne un celebre calligrafo. Dopo di ciò egli salì sempre più in alto nella burocrazia imperiale, finché a 35 anni raggiunse il gradino più alto. In seguito lavorò 45 anni come precettore dei principi imperiale e ricoprì importanti posizioni di governo.
Tuttavia la figura di Dǒng non fu esente da critiche: nel 1605 ad esempio vi fu una dimostrazione di protesta da parte dei candidati agli esami contro la sua nomina ad esaminatore. Un'altra volta si dice che avesse oltraggiato e picchiato delle donne che erano venute da lui con dei reclami, dopodiché una plebe adirata mise a fuoco la sua casa. Dǒng, inoltre, intrattenne stretti rapporti con gli eunuchi del palazzo imperiale.

## Attività di pittore
L'opera di Dǒng si ispira dal punto di vista stilistico alla tradizione della pittura Yuan, soprattutto a Ni Zan. Come quest'ultimo Dǒng rinuncia a popolare di persone i suoi paesaggi; al contrario lascia che la natura agisca da sola nella sua monumentalità. 
Del resto Dǒng evitava ogni raffinatezza o sentimentalismo e dava la precedenza all'espressione rispetto alla riproduzione fedele del tema; così ad esempio lavorava con rapporti spaziali deliberatamente falsati e altre volute dissonanze, che gli attireranno a volte l'accusa da parte di taluni storici dell'arte occidentali di vera e propria incapacità tecnica. L'arte di Dǒng ebbe grande influenza sui cosiddetti "individualisti" del periodo Qing.
Ciò nonostante, Dǒng precipito in un austero formalismo, assai distante da quel sussulto che provavano i poeti di fronte allo splendore della natura. Questo distacco verso il paesaggio compromesse sia la sua pittura che quella dei pittori dotti dei tre secoli a venire.

## Teoria artistica
Dǒng pubblicò anche un gran numero di scritti teorici sull'arte, come pure centinaia di cosiddetti colophon per immagini selezionate. Un carattere fortemente perentorio contraddistingueva talvolta i suoi giudizi dogmatici e le sue valutazioni dei quadri, mentre soprattutto queste ultime sono viste oggi in modo critico.
Oltre a ciò Dǒng sottopose l'intera pittura cinese realizzata fino ad allora ad una ampia sistematizzazione. In particolare si deve a lui la suddivisione, valida ancora oggi, dei pittori Ming in una scuola settentrionale (běi) ed una meridionale (nán); le denominazioni sono però in questo caso fuorvianti, in quanto non si ricollegano all'origine geografica dei pittori, ma alla loro vicinanza alle omonime correnti del Buddhismo Chán. La scuola bei era costituita soprattutto da pittori accademici di professione poco considerati da Dǒng. La scuola nan, originaria soprattutto della zona di Songjiang e nella quale Dǒng annoverava anche sé stesso, riuniva tuttavia prevalentemente i pittori letterati, dilettanti, amatori, maggiormente apprezzati.